# Chung Jae-won
Chung Jae-won (정재원?, 鄭在源?, Cheong Jae-wonLR, Ch'ŏng Chae-wŏnMR; Seul, 21 giugno 2001) è un pattinatore di velocità su ghiaccio sudcoreano.
Con la vittoria dell'argento nell'inseguimento a squadre ai Giochi invernali di Pyeongchang 2018, è divenuto il più giovane pattinatore sudcoreano a conquistare una medaglia olimpica.

## Palmarès

### Olimpiadi
- 2 medaglie:
  - 2 argenti (inseguimento a squadre a Pyeongchang 2018; mass start a Pechino 2022).

### Mondiali su distanza singola
- 1 medaglia:
  - 1 bronzo (mass start a Inzell 2019).